# Gianmaria Bruni
Gianmaria Bruni (ur. 30 maja 1981 roku w Rzymie) – włoski kierowca wyścigowy.

## Kariera

### Początki
Karierę rozpoczął w wieku 10 lat, od startów w kartingu. W 1997 roku przeszedł do wyścigów samochodów jednomiejscowych, debiutując we Włoskiej Formule Renault Campus. W kolejnych dwóch sezonach brał udział w Europejskiej Formule Renault, sięgając po tytuł w roku 1999. W 2000 roku przeniósł się do Brytyjskiej Formuły 3. W sezonie 2001 kontynuował w niej udział, zajmując ostatecznie 5. miejsce w klasyfikacji generalnej. W latach 2002–2003 brał udział w Euroserii 3000. W pierwszym podejściu, reprezentując barwy Coloni Motorsport, zmagania ukończył na 12. pozycji. W drugim z kolei ścigał się w zespole ADM Motorsport. Wygrawszy trzy wyścigi, rywalizację zakończył na 3. miejscu. 

### Formuła 1
W sezonie 2003 pełnił funkcję kierowcy testowego włoskiej stajni Minardi (wziął udział w pięciu sesjach treningowych). W roku 2004 był już etatowym kierowcą włoskiego teamu. W ciągu 18 wyścigów, Bruni dziewięciokrotnie dojechał do mety. Najlepiej wypadł podczas GP Malezji, GP Europy oraz GP Węgier, w których został sklasyfikowany na 14. miejscu. Pomimo iż przez większość sezonu prezentował wyższą formę od partnera zespołowego Zsolta Baumgartnera (zwłaszcza w kwalifikacjach), to jednak Węgrowi udało się zdobyć jedyny punkt w sezonie dla włoskiego zespołu. Po zaledwie jednym podejściu opuścił stajnię z Faenzy. 

### Seria GP2
W 2005 roku zadebiutował w nowo utworzonej serii GP2, będącej bezpośrednim przedsionkiem F1. We włoskim zespole Coloni Motorsport sześć razy zakończył zmagania na premiowanych punktami pozycjach, z czego dwukrotnie na podium (w tym raz zwyciężył, na hiszpańskim torze Circuit de Catalunya). Pod koniec sezonu zerwał kontrakt z zespołem. Jego miejsce zajął Fin Toni Vilander. Po nieobecności w jednej rundzie, na torze Monza, Gianmaria nieoczekiwanie związał się z inną włoską stajnią – Durango - zastępując rodaka Ferdinando Monfardini. Nie zdobył w niej jednak punktów. Ostatecznie sezon ukończył na 10. miejscu, z dorobkiem 35 punktów.
W sezonie 2006 reprezentował barwy ekipy Trident Racing. W ciągu 21 wyścigów pięciokrotnie zapunktował, w tym dwukrotnie zwyciężył, uprzednio zdobywając pole position (miało to miejsce na torach Imola oraz Hockenheimring). Dorobek 33 punktów dał mu 7. lokatę w końcowej klasyfikacji. 

### FIA GT
W roku 2007 przeniósł się do wyścigów pojazdów sportowych – FIA GT. Rok później, wraz z Finem Tonim Vilanderem, sięgnął po tytuł mistrzowski, w klasie GT2. 

### 24h Le Mans
Od sezonu 2008 Bruni bierze udział w słynnym dobowym wyścigu – 24h Le Mans. Najlepiej spisał się w pierwszym podejściu, kiedy to zwyciężył w klasie GT2. Partnerowali mu wówczas Brazylijczyk Jaime Melo oraz Fin Mika Salo (w ogólnej klasyfikacji zajęli 19. miejsce).

## Starty w Formule 1

### Tablica wyników
| Legenda oznaczeń w tabelach wyników Wyświetl szablon na nowej stronie | Legenda oznaczeń w tabelach wyników Wyświetl szablon na nowej stronie                                                                     |
| Oznaczenie                                                            | Wyjaśnienie |
| --------------------------------------------------------------------- | --- |
| Złoty                                                                 | Zwycięzca lub mistrzostwo |
| Srebrny                                                               | 2. miejsce lub wicemistrzostwo |
| Brązowy                                                               | 3. miejsce lub II wicemistrzostwo |
| Zielony                                                               | Ukończył, punktował (w klasyfikacji generalnej, gdy zdobył co najmniej jeden punkt na przestrzeni sezonu, poza trzema powyższymi opcjami) |
| Niebieski                                                             | Ukończył, nie punktował (w klasyfikacji generalnej, gdy nie zdobył co najmniej jednego punktu na przestrzeni sezonu)                      |
| Czerwony                                                              | Nie zakwalifikował się (NZ) |
| Czerwony                                                              | Nie prekwalifikował się (NPK) |
| Różowy                                                                | Nie ukończył (NU) |
| Różowy                                                                | Niesklasyfikowany (NS) (w klasyfikacji generalnej, gdy nie został sklasyfikowany w żadnym wyścigu sezonu)                                 |
| Czarny                                                                | Zdyskwalifikowany (DK) |
| Czarny                                                                | Wykluczony (WYK/EX) |
| Biały                                                                 | Nie wystartował (NW) |
| Biały                                                                 | Kontuzjowany (K/INJ) |
| Biały                                                                 | Wyścig odwołany (OD/C) |
| Bez koloru                                                            | Został wycofany (WYC/WD) |
| Bez koloru                                                            | Nie przybył (NP/DNA) |
| Bez koloru                                                            | Nie brał udziału w treningach (NT/DNP) |
| Bez koloru                                                            | Nie został zgłoszony (–) |
| Pogrubienie                                                           | Start z pole position |
| Kursywa                                                               | Najszybsze okrążenie wyścigu |
| †                                                                     | Nie ukończył, ale jego rezultat został zaliczony ze względu na przejechanie więcej niż 90% dystansu wyścigu.                              |
| *                                                                     | Sezon w trakcie |
| 1/2/3                                                                 | Punktowana pozycja w sprincie kwalifikacyjnym                                                                                             |
| Lista systemów punktacji Formuły 1                                    | |

| Rok  | Zespół  | Samochód      | Silnik             | Wyniki w poszczególnych eliminacjach | Wyniki w poszczególnych eliminacjach | Wyniki w poszczególnych eliminacjach | Wyniki w poszczególnych eliminacjach | Wyniki w poszczególnych eliminacjach | Wyniki w poszczególnych eliminacjach | Wyniki w poszczególnych eliminacjach | Wyniki w poszczególnych eliminacjach | Wyniki w poszczególnych eliminacjach | Wyniki w poszczególnych eliminacjach | Wyniki w poszczególnych eliminacjach | Wyniki w poszczególnych eliminacjach | Wyniki w poszczególnych eliminacjach | Wyniki w poszczególnych eliminacjach | Wyniki w poszczególnych eliminacjach | Wyniki w poszczególnych eliminacjach | Wyniki w poszczególnych eliminacjach | Wyniki w poszczególnych eliminacjach | Punkty | Pozycja |
| ---- | ------- | ------------- | ------------------ | ------------------------------------ | ------------------------------------ | ------------------------------------ | ------------------------------------ | ------------------------------------ | ------------------------------------ | ------------------------------------ | ------------------------------------ | ------------------------------------ | ------------------------------------ | ------------------------------------ | ------------------------------------ | ------------------------------------ | ------------------------------------ | ------------------------------------ | ------------------------------------ | ------------------------------------ | ------------------------------------ | ------ | ------- |
| 2004 | Minardi | Minardi PS04B | Cosworth CR-3L V10 | AUS                                  | MAL                                  | BHR                                  | SMR                                  | ESP                                  | MON                                  | EUR                                  | KAN                                  | USA                                  | FRA                                  | GBR                                  | DEU                                  | HUN                                  | BEL                                  | ITA                                  | CHN                                  | JPN                                  | BRA                                  | 0      | 25      |
| 2004 | Minardi | Minardi PS04B | Cosworth CR-3L V10 | NS                                   | 14                                   | 17                                   | NU                                   | NU                                   | NU                                   | 14                                   | NU                                   | NU                                   | 18†                                  | 16                                   | 17                                   | 14                                   | NU                                   | NU                                   | NU                                   | 16                                   | 17                                   | 0      | 25      |

### Statystyki
| Sezon | Zespół | Konstruktor      | Zgł. | PKT | P. | P1 | P2 | P3 | Punkt. | PP | NO | NS | DK | NZ |
| --- | --- | ---------------- | ---- | --- | -- | -- | -- | -- | ------ | -- | -- | -- | -- | -- |
| 2004 | Minardi Cosworth | Minardi-Cosworth | 18   | -   | -  | -  | -  | -  | -      | -  | -  | 9  | -  | -  |
| Razem | 1 | 1                | 18   | -   | -  | -  | -  | -  | -      | -  | -  | 9  | -  | -  |
| Sezon | Zespół | Konstruktor      | Zgł. | PKT | P. | P1 | P2 | P3 | Punkt. | PP | NO | NS | DK | NZ |
| \| Legenda \| Legenda \| \| ------------------------------------------ \| ------------------------------------------------------------------------------------------------------------------------------------------------------------------------------------------------------------------------------------------------------------------------------------------------------------------------------------------------------------------------------------------------------------------------------ \| \| Zgł. PKT P. P1 P2 P3 Punkt. PP NO NS DK NZ \| Liczba zgłoszeń do wyścigów Liczba zdobytych punktów Pozycja zajęta w klasyfikacji generalnej Liczba zwycięstw Liczba drugich miejsc Liczba trzecich miejsc Wyścigi, w których kierowca punktował Liczba zdobytych pole position Liczba zdobytych najszybszych okrążeń Wyścigi, w których kierowca był niesklasyfikowany Wyścigi, w których kierowca był zdyskwalifikowany Wyścigi, do których kierowca się nie zakwalifikował \| | |                  |      |     |    |    |    |    |        |    |    |    |    |    |
| Legenda | |                  |      |     |    |    |    |    |        |    |    |    |    |    |
| Zgł. PKT P. P1 P2 P3 Punkt. PP NO NS DK NZ | Liczba zgłoszeń do wyścigów Liczba zdobytych punktów Pozycja zajęta w klasyfikacji generalnej Liczba zwycięstw Liczba drugich miejsc Liczba trzecich miejsc Wyścigi, w których kierowca punktował Liczba zdobytych pole position Liczba zdobytych najszybszych okrążeń Wyścigi, w których kierowca był niesklasyfikowany Wyścigi, w których kierowca był zdyskwalifikowany Wyścigi, do których kierowca się nie zakwalifikował |                  |      |     |    |    |    |    |        |    |    |    |    |    |

### Podsumowanie
| Ważne wyścigi     | Ważne wyścigi                     |
| ----------------- | --------------------------------- |
| Debiut            | Grand Prix Australii 2004         |
| Ostatni           | Grand Prix Brazylii 2004          |
| Najwyższe pozycje |                                   |
| Kwalifikacje      | 16 - Grand Prix Malezji 2004 (#2) |
| Wyścig            | 14 - (#2), (#7), (#13)            |
| Inne              |                                   |
| Kierowca testowy  | 2003 – Minardi                    |

## Wyniki w GP2
| Legenda oznaczeń w tabelach wyników Wyświetl szablon na nowej stronie | Legenda oznaczeń w tabelach wyników Wyświetl szablon na nowej stronie                                                                     |
| Oznaczenie                                                            | Wyjaśnienie |
| --------------------------------------------------------------------- | --- |
| Złoty                                                                 | Zwycięzca lub mistrzostwo |
| Srebrny                                                               | 2. miejsce lub wicemistrzostwo |
| Brązowy                                                               | 3. miejsce lub II wicemistrzostwo |
| Zielony                                                               | Ukończył, punktował (w klasyfikacji generalnej, gdy zdobył co najmniej jeden punkt na przestrzeni sezonu, poza trzema powyższymi opcjami) |
| Niebieski                                                             | Ukończył, nie punktował (w klasyfikacji generalnej, gdy nie zdobył co najmniej jednego punktu na przestrzeni sezonu)                      |
| Czerwony                                                              | Nie zakwalifikował się (NZ) |
| Czerwony                                                              | Nie prekwalifikował się (NPK) |
| Różowy                                                                | Nie ukończył (NU) |
| Różowy                                                                | Niesklasyfikowany (NS) (w klasyfikacji generalnej, gdy nie został sklasyfikowany w żadnym wyścigu sezonu)                                 |
| Czarny                                                                | Zdyskwalifikowany (DK) |
| Czarny                                                                | Wykluczony (WYK/EX) |
| Biały                                                                 | Nie wystartował (NW) |
| Biały                                                                 | Kontuzjowany (K/INJ) |
| Biały                                                                 | Wyścig odwołany (OD/C) |
| Bez koloru                                                            | Został wycofany (WYC/WD) |
| Bez koloru                                                            | Nie przybył (NP/DNA) |
| Bez koloru                                                            | Nie brał udziału w treningach (NT/DNP) |
| Bez koloru                                                            | Nie został zgłoszony (–) |
| Pogrubienie                                                           | Start z pole position |
| Kursywa                                                               | Najszybsze okrążenie wyścigu |
| †                                                                     | Nie ukończył, ale jego rezultat został zaliczony ze względu na przejechanie więcej niż 90% dystansu wyścigu.                              |
| *                                                                     | Sezon w trakcie |
| 1/2/3                                                                 | Punktowana pozycja w sprincie kwalifikacyjnym                                                                                             |
| Lista systemów punktacji Formuły 1                                    | |

| Rok  | Zespół            | Wyniki w poszczególnych eliminacjach | Wyniki w poszczególnych eliminacjach | Wyniki w poszczególnych eliminacjach | Wyniki w poszczególnych eliminacjach | Wyniki w poszczególnych eliminacjach | Wyniki w poszczególnych eliminacjach | Wyniki w poszczególnych eliminacjach | Wyniki w poszczególnych eliminacjach | Wyniki w poszczególnych eliminacjach | Wyniki w poszczególnych eliminacjach | Wyniki w poszczególnych eliminacjach | Wyniki w poszczególnych eliminacjach | Wyniki w poszczególnych eliminacjach | Wyniki w poszczególnych eliminacjach | Wyniki w poszczególnych eliminacjach | Wyniki w poszczególnych eliminacjach | Wyniki w poszczególnych eliminacjach | Wyniki w poszczególnych eliminacjach | Wyniki w poszczególnych eliminacjach | Wyniki w poszczególnych eliminacjach | Wyniki w poszczególnych eliminacjach | Wyniki w poszczególnych eliminacjach | Wyniki w poszczególnych eliminacjach | Punkty | Pozycja |
| ---- | ----------------- | ------------------------------------ | ------------------------------------ | ------------------------------------ | ------------------------------------ | ------------------------------------ | ------------------------------------ | ------------------------------------ | ------------------------------------ | ------------------------------------ | ------------------------------------ | ------------------------------------ | ------------------------------------ | ------------------------------------ | ------------------------------------ | ------------------------------------ | ------------------------------------ | ------------------------------------ | ------------------------------------ | ------------------------------------ | ------------------------------------ | ------------------------------------ | ------------------------------------ | ------------------------------------ | ------ | ------- |
| 2005 |                   | SMR                                  | SMR                                  | ESP                                  | ESP                                  | MON                                  | NÜR                                  | NÜR                                  | FRA                                  | FRA                                  | GBR                                  | GBR                                  | HOC                                  | HOC                                  | HUN                                  | HUN                                  | TUR                                  | TUR                                  | ITA                                  | ITA                                  | BEL                                  | BEL                                  | BHR                                  | BHR                                  | 35     | 10      |
| 2005 | Coloni Motorsport | 4                                    | 4                                    | 1                                    | NU                                   | 2                                    | 8                                    | NU                                   | 18                                   | 11                                   | 7                                    | 11                                   | NS                                   | 14                                   | 10                                   | 8                                    | NU                                   | 9                                    | –                                    | –                                    | –                                    | –                                    | –                                    | –                                    | 35     | 10      |
| 2005 | Durango           | –                                    | –                                    | –                                    | –                                    | –                                    | –                                    | –                                    | –                                    | –                                    | –                                    | –                                    | –                                    | –                                    | –                                    | –                                    | –                                    | –                                    | –                                    | –                                    | NU                                   | 16                                   | NU                                   | 14                                   | 35     | 10      |
| 2006 | Trident Racing    | VAL                                  | VAL                                  | SMR                                  | SMR                                  | NÜR                                  | NÜR                                  | ESP                                  | ESP                                  | MON                                  | GBR                                  | GBR                                  | FRA                                  | FRA                                  | HOC                                  | HOC                                  | HUN                                  | HUN                                  | TUR                                  | TUR                                  | ITA                                  | ITA                                  |                                      |                                      | 33     | 7       |
| 2006 | Trident Racing    | 6                                    | 5                                    | 1                                    | NU                                   | NU                                   | 16                                   | NU                                   | 17                                   | NU                                   | NU                                   | 15                                   | NU                                   | NU                                   | 1                                    | 6                                    | NU                                   | 8                                    | NU                                   | 15                                   | NU                                   | 9                                    |                                      |                                      | 33     | 7       |